# Коагулопатия
Коагулопатия (от лат. coagulum — «свёртывание» и др.-греч. πάθος — «страдание») — патологическое состояние организма, обусловленное нарушениями свёртываемости крови.

## Классификация
С точки зрения генеза дисфункции коагуляции целесообразно выделить иммунные, приобретённые и генетические формы коагулопатий.

### Приобретенные коагулопатии
Приобретенные формы коагулопатии могут быть обусловлены нарушением функции печени, применением разных антикоагулянтов, в том числе варфарином, недостаточностью всасывания витамина К и повышенным потреблением компонентов системы свёртывания крови на фоне ДВС-синдрома.
Также могут вызывать коагулопатию некоторые виды гемотоксичных змеиных ядов, например яды ботропсов, гадюк и других видов семейства гадюковые; некоторые виды вирусных геморрагических лихорадок, включая лихорадку денге и шоковый синдром денге; иногда вызывается лейкемией.

### Аутоиммунные
Аутоиммунные формы коагулопатий обусловлены появлением антител (ингибиторов свертывания) к факторам свёртывания крови или фосфолипидам. Наиболее часто встречается коагулопатия иммунного генеза на фоне антифосфолипидного синдрома.

### Генетические
У некоторых людей нарушена работа генов, отвечающих за синтез коагуляционных факторов. Из числа коагулопатий наиболее часто встречаются гемофилия A и В и болезнь Виллебранда. Более редкие генетические нарушения включают гемофилию С, гипопроконвертинемию и ряд других аномалий.

## Симптомы
Геморрагии разных локализаций.

## Осложнения
- Геморрагический шок
- Гемофилическая артропатия
- Железодефицитная анемия
- Псевдоопухоль